# Bataille d'Eccles Hill
Raids féniens au Canada
Batailles
Campobello • Ridgeway • Fort Érié •  Pigeon Hill • Eccles Hill • Trout River • Pembina
La bataille d'Eccles Hill est un évènement faisant partie du raid fénien de 1870 dans le comté de Missisquoi, près de la frontière canado-américaine.

## Contexte
Après la formation en 1858 de la confrérie des Féniens, divers raids sont menés contre les établissements britanniques au Canada.
Au début juin 1866, un premier raid est lancé vers Pigeon Hill près de Saint-Armand et de Frelighsburg. Après avoir planté le Green Flag, les quelque 250 hommes dirigés par le général fénien Samuel Spear ne rencontrent aucune résistance pendant trois jours. Arrive alors une troupe de soldats réguliers de Montréal et aura lieu la bataille de Pigeon Hill où 17 féniens sont faits prisonniers avant d'être jugés à Sweetsburg (Cowansville).
Quelques jours après la bataille, dans la nuit du 10 juin 1866, un soldat du 7e Royal fusiliers britannique abat par erreur une frelighsbourgeoise de 71 ans, madame Maragaret Vincent.

## Bataille

### Préparatifs

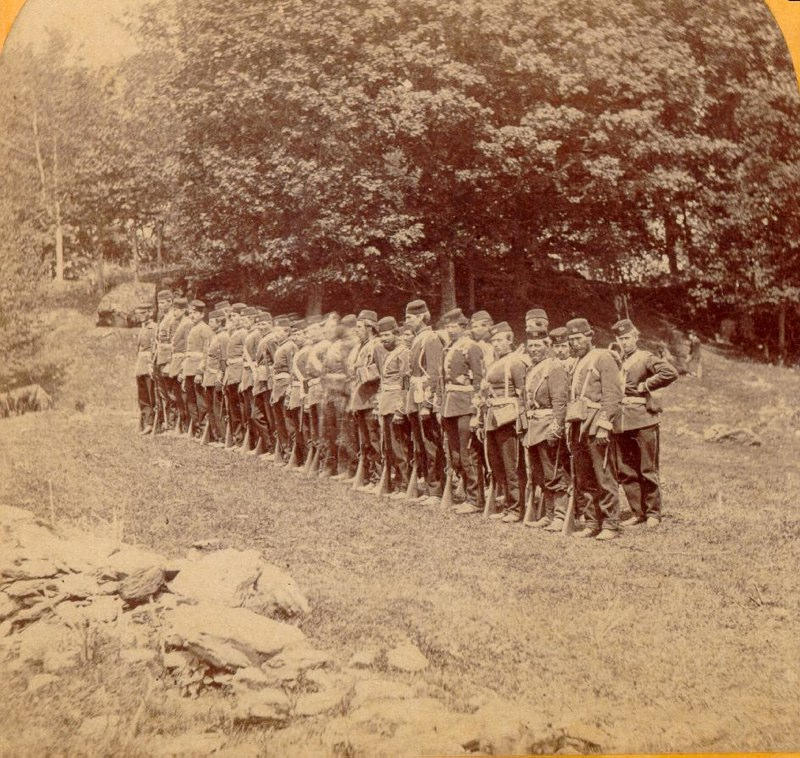
Des volontaires canadiens gardant la ligne près de la ferme d'Alva Richard en mai 1870.

Quatre ans plus tard et après d'autres raids lancés dans d'autres régions, les Féniens reviennent dans le comté de Missisquoi, cette fois en visant Eccles Hill, situé à environ 3 km au sud-est de Pigeon Hill.
Pour ce raid, les troupes sont dirigées par le colonel John O'Neill (en), un Fénien qui avait déjà battu les troupes britanniques à la bataille de Ridgeway en Ontario le 2 juin 1866. O'Neill choisit le 24 mai 1870 pour l'invasion, le jour d'anniversaire de la Reine Victoria et le jour où plusieurs troupes britanniques paradent à Montréal.
Dans le comté de Missisquoi par contre, on se prépare à une autre attaque depuis la bataille de Pigeon Hill. Depuis 1866-1868, une milice locale est organisée par Asa Westover et Andrew TenEyck,. La troupe, surnommée « The Red Sashes » (les écharpes rouges, en raison d'une écharpe qu'ils portaient à la poitrine) est principalement composée de Townshippers (anglophones vivant dans les Eastern Townships connus plus tard sous Cantons-de-l'Est). Westover établit également un réseau de renseignement au Vermont qui est dirigé par S.N. Hunter, un américain de Franklin au Vermont qui habite à Dunham.
Ce qu'O'Neill ignore, c'est que l'un de ses colonels, Henri Le Caron est en fait un agent secret britannique du vrai nom de Thomas Billis Beach. Ce dernier rencontre le commissaire de police canadien Gilbert McMicken au printemps de 1868 et s'engagea à lui communiquer régulièrement des renseignements. En 1870, il le prévient de l'imminence d’un raid contre le Canada. Hunter est également prévenu et les The Red Sashes se préparent à l'arrivée des féniens.
Le 24 mai, près de 800 hommes se regroupent à Franklin. Arrivés par train en partance de New York, Boston et de la Nouvelle-Angleterre. O'Neill juge qu'il n'a pas assez de troupes et préfère attendre une journée de plus.
Pendant ce temps, le lieutenant colonel Chamberlin averti Westover qu'une invasion est prévue et que ses hommes doivent occuper Eccles Hill. Dans la nuit du 24 au 25, on capture deux prisonniers. Les troupes de Westover reçoivent les renforts de 22 hommes de la compagnie du capitaine Robinson vers 4 h du matin lorsque le lieutenant Baker arrive sur les lieux. Peu de temps après, d'autres renforts du capitaine Bockus de Stanbridge arrivent. La force canadienne est à ce moment évaluée à 85 hommes.

### Combats du 25 mai

Disposition des troupes lors des premiers échanges

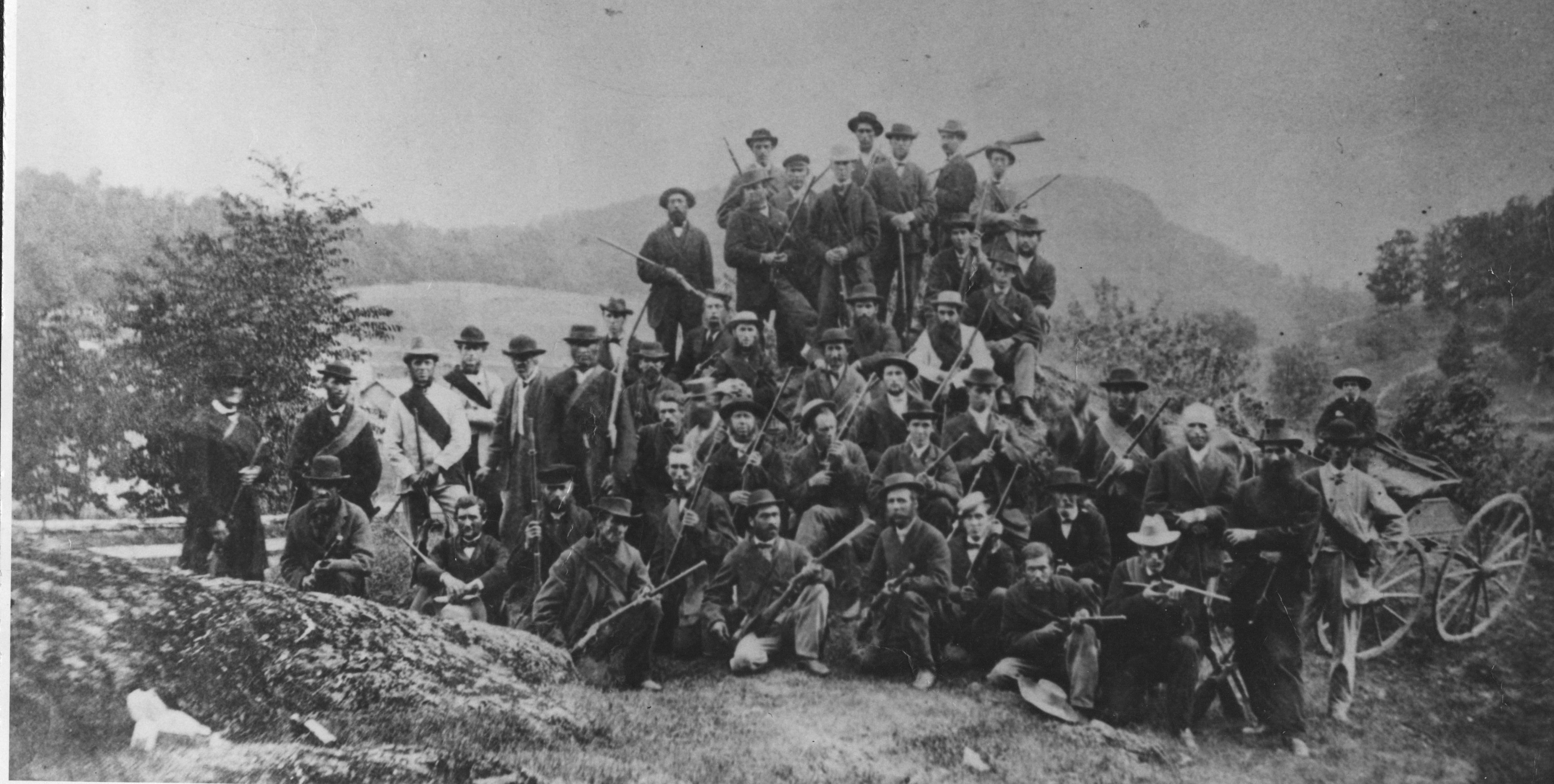
Les Red Sashes

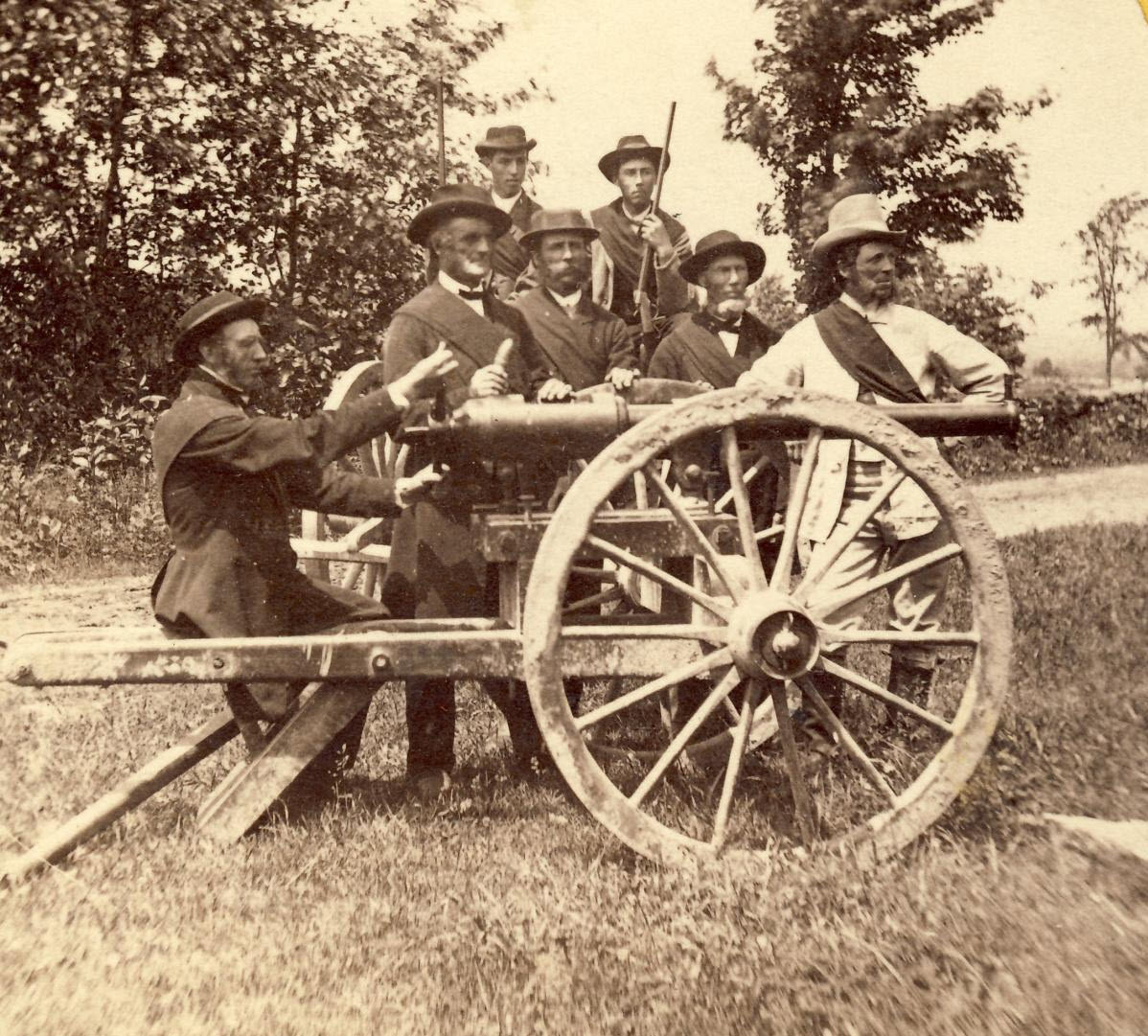
Les Red Sashes avec le canon fénien capturé

Le 25 mai, vers 11 h, O'Neill donne l'ordre à ses troupes de traverser la frontière. Vers 10 h 30, le marshal américain George P. Foster arrive sur les lieux avec son député et un nombre de citoyens et avertit les Féniens que le président Ulysses S. Grant a émis la Proclamation de neutralité face au dominion du Canada (proclamation 191). Les troupes ignorent cet avertissement et continuent leur marche. Foster les avertit une seconde fois que des fusiliers canadiens les attendent à Eccles Hill sous les ordres des officiels britanniques et canadiens qui ont été informés de l'attaque par des informateurs féniens.
Du côté canadien, sont prêts à l'attaque : la milice de Montréal qui avait paradé la veille, un piquet du régiment d'infanterie légère de Richelieu stationné à Des Rivières (Notre-Dame-de-Stanbridge) et à Stanbridge East, le 52e bataillon de Waterloo stationné à Dunham et le 60e bataillon de Missisquoi en route vers Eccles Hill. Sont embusqués à Eccles Hill 35 Red Sashes, deux officiers et les renforts arrivés au matin,.
Vers 11 h 30, l'armée fénienne se mobilise, 176 hommes selon O'Neill. Ils laissent à Franklin et au camp quelques personnes et du matériel. Le Caron qui était de ce raid, averti O'Neill que les renforts attendus de New York sont en route. En début d'après-midi, la garde avancée fénienne arrive à Eccles Hill et comporte entre 200 et 400 hommes qui avancent en colonnes de quatre avec des baïonnettes. Le reste des troupes attend à la ferme d'Alva Rykert, du côté du Vermont. Lorsque le dernier Fénien traverse la frontière, les Red Sashes commencent à tirer depuis leurs positions dissimulées. Le premier coup de feu est donné par James G. Pell, le capitaine Westover étant parti pour dîner et le lieutenant-colonel Smith étant occupé à organiser des renforts.
Situé à environ 360 m et utilisant un fusil Ballard, la balle atteint sa cible, il s'agit de John Rowe, le porte-drapeau fénien, originaire de Burlington au Vermont. Il est tué alors qu'il traverse le pont franchissant le ruisseau Chickabiddy. La balle lui traversant l'artère du bras gauche et au travers des deux poumons. Une « volée énorme » s'ensuit. Est également tué sur le coup M. O'Brient de Moriah dans l'État de New York. Sont blessés mortellement le lieutenant John Hallinan, le capitaine E. Croman et les soldats James Keenan et Frank Carrigan, originaire du Connecticut. Une quarantaine de féniens sont grièvement blessés au cours de cette bataille. Aucune perte du côté canadien n'est indiquée.
Pendant les combats, les Red Sashes équipés de fusils Ballard sont soutenus par une quarantaine d'hommes du 60e bataillon de Missisquoi équipés de fusils Snider-Enfield. Les Féniens sont équipés de fusils à répétition Spencer, de fusils Springfield de la guerre de Sécession et de fusils à canon rayé converti en Needham à chargeur de culasse.
O'Neill demande à ses troupes de reculer en attendant l'arrivée de renforts de New York sous le commandement du colonel Leddy. Toujours sans renforts, O'Neill ne peut lancer une attaque par le flanc tel qu'il le désire. Pendant ce temps, le marshal Foster qui avait averti les troupes féniennes de la proclamation 191 arrête John O'Neill alors que ce dernier est séparé d'environ 400 m de ses troupes et armé uniquement de son sabre. Foster quitte les lieux avec le principal commandant sans préavis, laissant les troupes féniennes avec Samuel B. Spiers comme commandant.
L'arrivée des renforts du 4e régiment de New York se fait, une centaine d'hommes s'ajoutent aux rangs féniens. Les troupes féniennes ont également à leur disposition un canon de trois livres qu'ils déplacent dans les collines boisées du côté américain, au nord de Franklin. La plupart des obus du canon sont tirés dans les marécages du côté canadien. Le lieutenant-colonel Smith demande donc de lancer un assaut contre cette position. Le canon est pris aux mains des Féniens en plein combat par le 60e bataillon.
En fin de journée, le prince Arthur, fils de la reine Victoria, vient également supporter les troupes avec les Victoria Rifles of Canada. Les échanges de tirs durent jusqu'en soirée, vers 18 h, mais avec l'arrivée du 60e bataillon, des Victoria Rifles et sans canon, les Féniens n'ont d'autres choix que de se rendre ou de fuir vers les États-Unis.

## Lieu historique
En 1923, la Commission des lieux et monuments historiques du Canada désigne la bataille d'Eccles Hill comme lieu historique national du Canada. Le terrain de plus de 3 000 m2 est situé à Frelighsburg, à quelques centaines de mètres de la frontière canado-américaine. On y retrouve notamment le canon de trois livres pris aux mains des Féniens et un monument commémoratif datant de 1902.

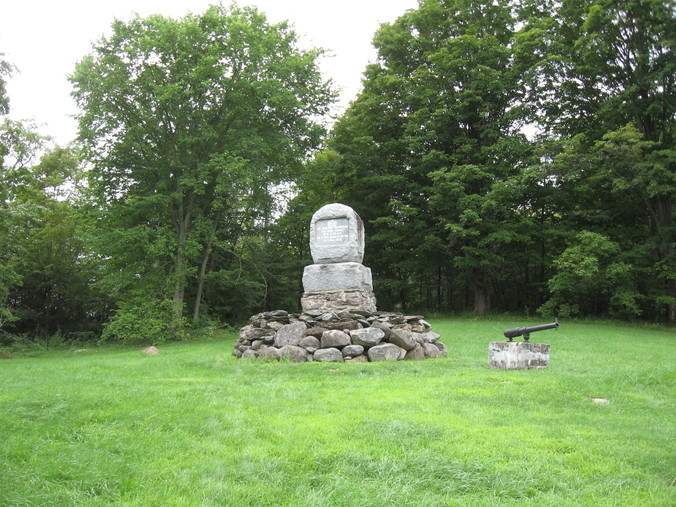
Monument commémoratif
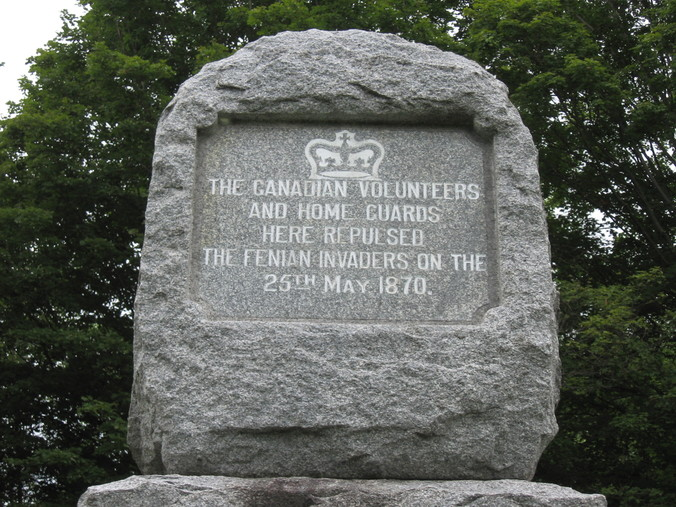
Inscription
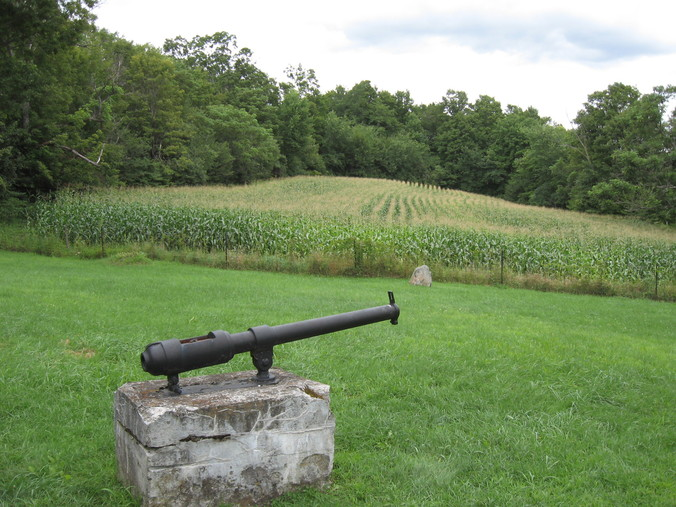
Canon de 3 livres pris aux Féniens

Le musée Missisquoi a également une exposition permanente sur la bataille d'Eccles Hill au site du moulin Cornell à Stanbridge East.